# Інтер (Бужумбура)
Футбольний клуб «Інтер» або просто «Інтер» (фр. Inter Football Club) — бурундійський футбольний клуб з міста Бужумбура, який виступає в групі А Третього дивізіону національного чемпіонату.

## Історія
Заснований 1927 року в столиці Бурунді, місті Бужумбура та є найстарішим футбольним клубом Бурунді. У 1963 році «Інтер» став одним із замновників Першого дивізіону Бурунді.
Один з найсильніших клубів країни, у період між 1970-ми та 1980-ми роками 9=кратний переможець національного чемпіонату, а також дворазовий володар Кубку Бурунді у 1980-их роках.
Найпринциповішим суперником «Інтера» залишався інший столичний клуб, «Вітал'О», матчі яких були відомі під назвою «Ель-класико Бурунді», оскільки обидві команди домінували у національному чемпіонаті протягом 35 років, допоки президент «Інтера» Жан Боско Бонго не був ув'язнений у 1987 році. Клуб почав занепадати й два роки по тому понизився в класі, а «Ель-класико Бурунді» теперпроходило між «Вітал'О» та «Інтер Стар».

## Статистика виступів на континентальних турнірах
| Змагання                          | Раунд        | Суперник                        | Вдома   | На виїзді          |  |
| --------------------------------- | ------------ | ------------------------------- | ------- | ------------------ |  |
|                                   |              |                                 |         |                    |  |
| Кубок африканських чемпіонів 1975 | 1            | «Ембассорія»                    | 1:1 (Д) | 2:0 (В)            |  |
|                                   | 2            | «Аль-Меррейх» (Омдурман)        | 0:0 (Д) | 2:4 (В)            |  |
| Кубок володарів кубків КАФ 1984   | кваліфікація | «Пантер Нуар»                   | 0:0 (Д) | 1:1 (В)            |  |
| Кубок володарів кубків КАФ 1985   | кваліфікація | «Ваксул»                        | 3:1 (Д) | 0:2 (В)            |  |
| Кубок володарів кубків КАФ 1986   | 1            | УС Тшинкунку                    | 2:1 (Д) | 1:1 (В)            |  |
|                                   | 2            | «Кампала Кепітал Сіті Авториті» | 1:1 (Д) | 2:1 (В)            |  |
|                                   | 1/4 фіналу   | «Замалек»                       | 1:0 (Д) | 0:3 (В)            |  |
| Кубок африканських чемпіонів 1987 | 1            | «Аль-Гіляль» (Омдурман)         | 0:2 (Д) | 0:1 (В)            |  |
| Кубок африканських чемпіонів 1988 | 1            | Етуаль дю Конго                 | 0:0 (Д) | 2:0 (В)            |  |
|                                   | 2            | «105 Лібревіль»                 | 1:2 (Д) | 1:1 (В)            |  |
| Кубок африканських чемпіонів 1989 | 1            | «АФК Леопардс»                  | 0:0 (Д) | 1:1 (В)            |  |
| Кубок африканських чемпіонів 1990 | кваліфікація | Петру Атлетіку                  | 2:0 (Д) | 0:3 (В)            |  |
| Кубок африканських чемпіонів 1991 | 1            | «Арсенал»                       | 0:2 (Д) | т/п                |  |
|                                   | 2            | «Шелл»                          | 0:1 (Д) | 3:1 (В)            |  |
|                                   | 1/4 фіналу   | «Ель-Мокаволун»                 | 0:0 (Д) | 0:0 (В) / пен: 5:4 |  |
|                                   | 1/2 фіналу   | «Пауер Дайнамос»                | 1:2 (Д) | 2:2 (В)            |  |
| Кубок африканських чемпіонів 1992 | 1            | «Кошта да Сул»                  | 2:0 (Д) | 0:3 (В)            |  |
| Кубок КАФ 1995                    | кваліфікація | «Асанте Котоко»                 | 1:0 (Д) | 0:4 (В)            |  |
| Кубок КАФ 1996                    | 1            | «АС Віта Клуб»                  | 1:1 (Д) | 0:4 (В)            |  |
| Кубок володарів кубків КАФ 1999   | 1            | «Ефіопіан Коффі»                | ?       | ?                  |  |

- 1991: ФК «Арсенал» (Масеру) зняв команду після першого туру.
- 1999: Клуб знявся зі змагань з фінансових причин напередодні матчу першого туру.

## Досягнення
- Прем'єр-ліга (Бурунді)
  -  Чемпіон (9): 1970, 1974, 1975, 1977, 1978, 1985, 1987, 1988, 1989

- Кубок Бурунді
  -  Володар (2): 1983, 1984